# فرانچسکو تورینی
فرانچسکو تورینی (انگلیسی: Francesco Turrini؛ زادهٔ ۱۸ اکتبر ۱۹۶۵) بازیکن فوتبال اهل ایتالیا است.
از باشگاه‌هایی که در آن بازی کرده‌است می‌توان به باشگاه فوتبال پارما، باشگاه فوتبال آنکونا، باشگاه فوتبال پیاچنزا، باشگاه فوتبال کومو، و باشگاه فوتبال ناپولی اشاره کرد.